# Lamination

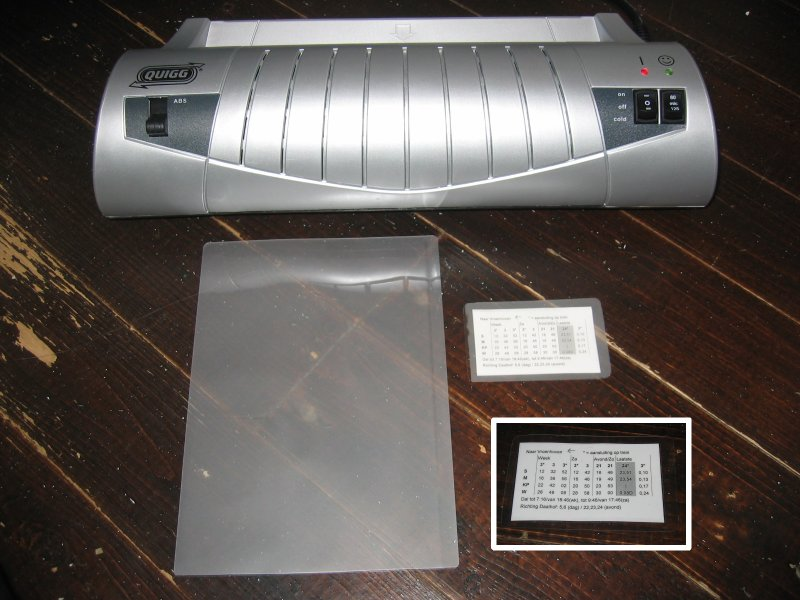
Laminiergerät

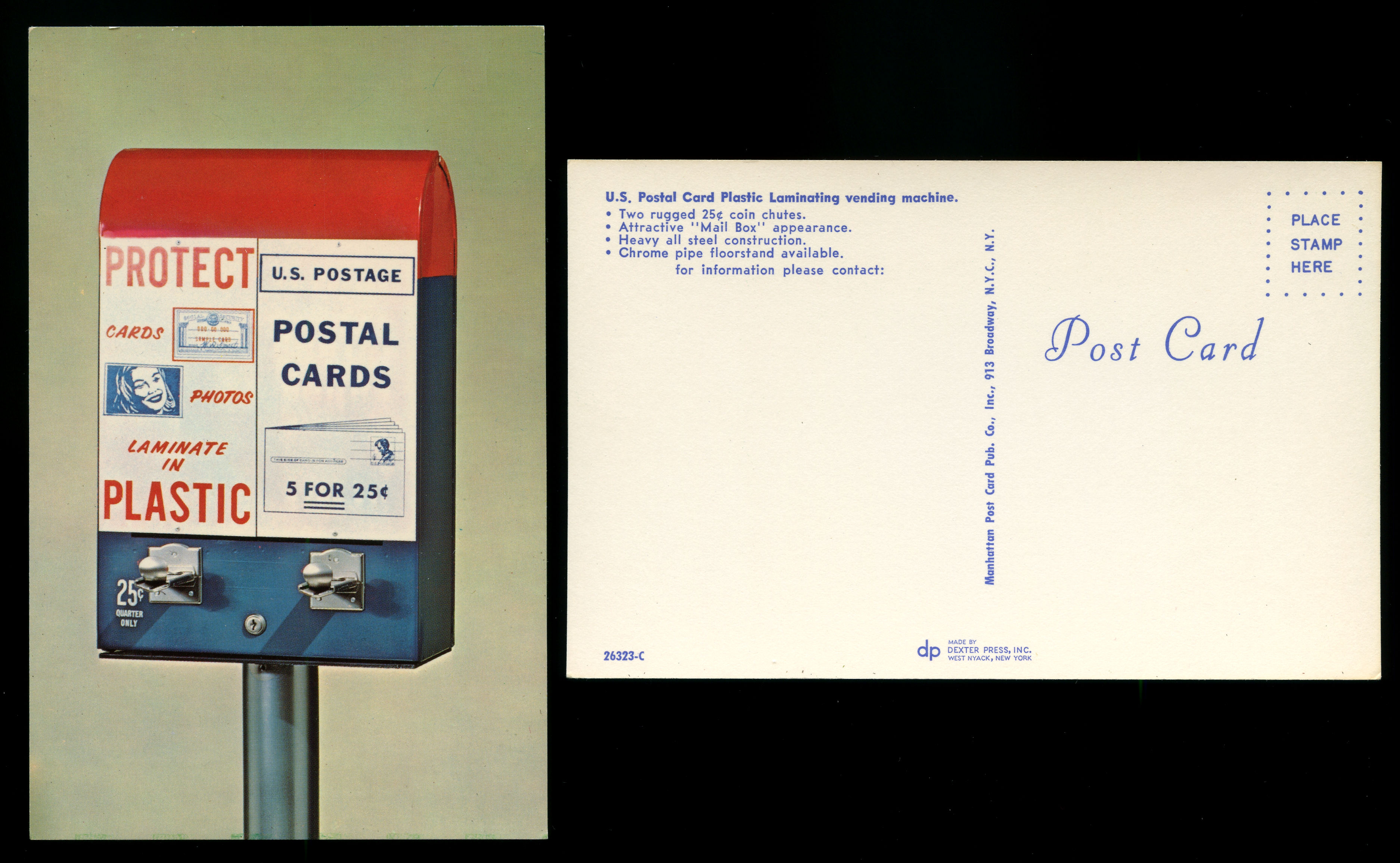
Kunststoff-Laminierautomat für Ansichtskarten (ca. 1950)

Die Lamination (lateinisch lamina „Platte, Scheibe, Blatt“; auch Einsiegelung) bezeichnet einerseits ein stoffschlüssiges, thermisches Fügeverfahren ohne Hilfsmaterialien. Andererseits ist hiermit sowohl das Verbinden einer dünnen, oftmals folienartigen Schicht mit einem Trägermaterial mittels eines Klebers gemeint, als auch das Verbinden mindestens zweier Folienschichten aus einem Thermoplastmaterial durch Erreichen der Glasübergangstemperatur und entsprechenden Drucks. Der Begriff findet sich auch beispielsweise im Laminat wieder.

## Laminierungsarten

### Heißlaminieren
Hierbei verschmilzt der bei Zimmertemperatur feste Klebstoff der Folientasche mit dem Dokument. Dazu wird das Papier in die Folie eingelegt und in einem Laminiergerät über heiße Rollen oder zwischen zwei Heizplatten hindurchgeführt, die den Kunststoff bei etwa 60 bis 80 °C thermisch verbinden.

### Kaltlaminieren
Hierbei befindet sich in der Folientasche ein spezieller Klebstoff, welcher schon bei Zimmertemperatur klebt. Kaltlamination kann ohne besonderes Gerät von Hand vorgenommen werden.

### Laminierung mittels Pressen
Bei diesem Prozess durchläuft ein Stapel von mindestens zwei Folien zuerst eine Heizpresse und anschließend eine Kühlpresse. In der Heizpresse werden die thermoplastischen Kunststoffe unter hohen Temperaturen zusammengepresst. Bei Überschreitung der Glasübergangstemperatur verbinden sich die Folien an ihren Grenzflächen und werden anschließend in einer Kühlpresse wiederum unter Druck abgekühlt, sodass sie sich zu einem Monoblock verschweißen. Dieses Verfahren wird bevorzugt bei ID-Dokumenten und Smart Cards mit integriertem RFID-Chip eingesetzt.

## Eigenschaften laminierter Dokumente
Das Dokument wird durch die Laminierung wasserbeständig und abwaschbar. Die Fälschungssicherheit steigt, da ein nachträgliches Bearbeiten des eingeschweißten Dokuments nicht ohne erheblichen Aufwand möglich ist. Behörden erkennen oft nachträglich einlaminierte Dokumente nicht an, da sich die Echtheit dann nicht mehr zweifelsfrei nachweisen lässt. Gleiches kann auch beispielsweise für Monatskarten der Verkehrsbetriebe oder ähnliches gelten.

## Anwendungsgebiete
- Laminieren von ID-Dokumenten zur Steigerung der Fälschungssicherheit.
 Der vom 1. April 1987 bis 30. Oktober 2010 ausgestellte Personalausweis der Bundesrepublik Deutschland war laminiert.[4]
- Laminieren von Karten mit integriertem RFID-Chip wie Betriebsausweise, kontaktlose Bezahlkarten, Skikarten
- Laminieren von Fotos zum Schutz vor Verschmutzung und Abrieb
- Laminieren von Unterlagen, die häufig benutzt werden, beispielsweise Speisekarten
- Laminieren von Dokumenten, die Wasser (Regen, Spritzer beim Wassersport) und ölhaltiger Luft ausgesetzt werden, zum Beispiel Aushänge im produzierenden Gewerbe oder Landkarten
- Laminieren von wiederverwendbaren Vorlagen, die so mit Folienstiften beschreibbar und wiederverwendbar sind

## Laminierfolien
Laminierfolien werden meist als sogenannte Laminiertaschen vertrieben. Diese sind mittig gefalzt. Dokumente können so leichter gerade ausgerichtet werden. Der Randabstand soll allseitig mindestens 4 Millimeter betragen, damit die Folien wasserdicht verschweißt werden. Handelsübliche Laminierfolien bestehen in der Regel aus PET mit einer Klebebeschichtung aus EVA.
Es gibt verschiedene Dicken von Laminierfolien. Die Angaben sind gewöhnlich in Mikrometer (µm, oft auch als µ, Mic, Mi oder Mü bezeichnet) angegeben und beziehen sich auf eine „Hälfte“ der Folie. Bei einer Angabe von beispielsweise „80 Mic“ beträgt die Dicke eines laminierten Dokumentes 160 Mikrometer zuzüglich der Dicke des Papiers.
Der vom 1. April 1987 bis 30. Oktober 2010 ausgestellte Personalausweis der Bundesrepublik Deutschland hatte eine Dicke von 2 × 125 µm + Papierdicke.
| Folie   | Verwendung    |
| ------- | ------------- |
| 080 mic | Fotos         |
| 100 mic | Basteln       |
| 125 mic | Ausweise      |
| 175 mic | Speisekarten  |
| 250 mic | Außenschilder |

Einfache Laminiergeräte können oft nur bis 125 mic heißlaminieren. Manche können 200 mic kaltlaminieren. Kalt-Laminierfolien werden unter Druck durch die Walzen verklebt (nicht verschweißt).

## Laminiergeräte
Bei den Geräten kann man einfache Laminiergeräte für den Heimgebrauch und Profigeräte für den Dauereinsatz unterscheiden. Geräte für den Heimgebrauch sind bereits für unter 20 Euro erhältlich. Sie unterstützen meist beide Laminationsverfahren Heiß und Kalt, haben aber den Nachteil, dass sie nicht im Dauerbetrieb heißlaminieren können. Nach rund 30 Minuten müssen diese Geräte abkühlen, bevor eine Weiterarbeit möglich ist. Auch nach einer Heißlaminierung muss das Gerät etwa 30 Minuten abkühlen, bevor damit eine Kaltlaminierung durchgeführt werden kann. Die Aufwärmzeit beträgt etwa fünf Minuten.
Professionelle Laminiergeräte sind nicht nur schneller (laminierte Fläche pro Minute), sondern auch für den Dauereinsatz geeignet. Sie bestehen zumeist aus einer Heizpresse und einer Kühlpresse. Bei manchen älteren Geräten kann es notwendig sein, zusätzlich einen Carrier (Träger aus zwei Blättern schwerem Papier) zu verwenden, um den Anpressdruck der Gerätewalzen auf die Laminierfolien gleichmäßig zu verteilen.
Geräte müssen nach einigen Durchläufen gereinigt werden, da flüssiger Kleber die Rollen verschmutzt. Dazu lässt man gefaltetes Papier mehrfach durch die heißen Rollen laufen, mit dem Falz voraus, bis an dem sauberen Papier keine Kleberückstände mehr haften bleiben.

## Unterschied zwischen Laminieren und Kaschieren
Kaschierungen und Laminierungen werden sehr häufig im Wesentlichen für dekorative Zwecke eingesetzt. Kaschieren und Laminieren sind ähnliche Prozesse, jedoch unterscheiden sie sich durch ihre jeweiligen Anwendungskontexte und Materialbeschaffenheiten:
- Der Begriff Kaschieren wird hauptsächlich eingesetzt, wenn die zu verbindenden Materialien undurchsichtig sind. Ein typisches Beispiel ist die Kaschierung von einem bedruckten Karton mit einer farbigen Kartonage, um hochwertige Verpackungen herzustellen.
- Lamination wird üblicherweise angewendet, wenn mindestens eines der zu verbindenden Materialien transparent ist. Zum Beispiel wird ein bedruckter Papierbogen mit einer glänzenden Kunststofffolie laminiert, um eine wasserfeste und langlebige Oberfläche zu schaffen.